# Bulbophyllum mucronatum
Bulbophyllum mucronatum là một loài phong lan thuộc chi Bulbophyllum.